# Friedrich Goll (Mediziner)

Friedrich Goll

Friedrich Goll (* 1. März 1829 in Zofingen, Kanton Aargau; † 12. November 1903 in Zürich) war ein Schweizer Arzt, Pharmakologe und als Neuroanatom vor allem Neurohistologe. Er war unter anderem Professor der Pharmakologie und Medizin.

## Leben und Werk
Goll, Sohn eines Kaufmanns, studierte an der Universität Zürich und der Universität Würzburg Medizin, unter anderem bei Albert Kölliker. 1853 wurde er in Zürich promoviert. Anschließend war er für zwei Jahre in Paris bei dem Physiologen Claude Bernard tätig. Nach seiner Rückkehr nach Zürich 1855 liess er sich als praktischer Arzt in einer eigenen Praxis nieder. Goll habilitierte sich 1862 für Materia medica (als Fach ein Vorläufer der Pharmakologie) und wurde Dozent an der Universität. Von 1863 bis 1869 leitete er die Medizinische Poliklinik in Zürich, wobei er 1867 aktiv bei der Bekämpfung der Choleraepidemie tätig war. 1885 wurde er zum außerordentlichen Professor für Arzneimittellehre (Pharmakologie) berufen, eine Position, die er bis 1901 innehatte.
Golls besonderes Interesse galt neurohistologischen Studien. Er beschrieb 1860 als erster den Fasciculus gracilis (den medialen Teil des Hinterstrangsystems), eine Rückenmarksbahn, die nach ihm auch als Goll-Bündel oder Goll-Strang bezeichnet wird.
Friedrich Goll war ab 1864 mit Eugenie Cellie verheiratet.

## Schriften (Auswahl)
- Über den Einfluss des Blutdruckes auf die Harnabsonderung. Dissertation, 1853.
- Beiträge zur feineren Anatomie des menschlichen Rückenmarks. In: Denkschrift der medizinisch-chirurgischen Gesellschaft im Kanton Zürich. Zürich 1860, S. 130–171.